# 鮑照

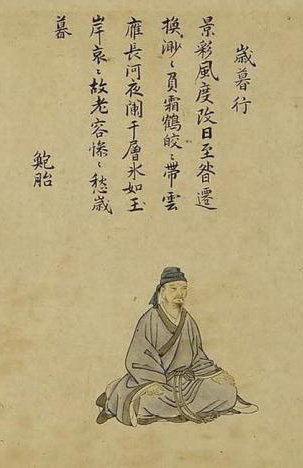
狩野常信绘鲍照像

鮑照（约414年－466年），字明遠，人稱鮑參軍，東海郡人（今江蘇漣水縣北），南朝宋文学家、骈文家、詩人。他的文章风格浑、朴，与同时代的浮华、奢靡文风相左。胡应麟在《诗薮》中称他是“李、杜先鞭”。以现代的术语来说，鲍照的诗文则颇有寫实主义倾向。
宋元嘉（424年—453年）中，劉義慶以鲍照為國侍郎。他也曾担任过衡阳王刘义季、始兴王刘濬的国侍郎。其後成為中央政府直属的太學博士、中書舍人、海虞令、秣陵令以及永嘉令等职位。臨海王劉子頊鎮荊州時，由於任前軍參軍，世稱鮑參軍。466年劉子頊遵奉其兄劉子勛為正統的宋帝，出兵攻打建康的宋明帝（465年底弒殺前者的长兄暴虐的前廢帝劉子業，自立為帝），參加了所謂的「義嘉之難」（義嘉為劉子勛之年號）。劉子勛與劉子頊在同年兵敗被殺，鮑照也在劉子頊的軍中被亂兵殺害。
鲍照生活贫困，曾因自家房屋为危房行将倒塌，且上漏下湿、需要修葺为由请假，自己动手修房。
鮑照的詩主要學習張協和張華，善於摹寫形狀。宋顏延之問己與謝靈運優劣于鮑照，照曰：「謝五言如初發芙蓉，自然可愛；君詩鋪錦列繡，亦雕繢滿眼」。鲍照與謝靈運、顏延之並稱“元嘉三大家”。與庾信並稱“南照北信”。他的妹妹叫鮑令暉，是著名女詩人。

## 著作
《鮑参軍集》

## 代表作品
1. 《登大雷岸與妹書》
2. 《擬行路難》十八首
3. 《飞蛾赋》

## 外部連結
- 蘇瑞隆：〈論劉宋諸王對鮑照樂府創作的影響 （页面存档备份，存于）〉。